# Уоткин, Дэвид
Дэвид Уоткин (англ. David Watkin; 23 марта 1925, Маргит — 19 февраля 2008, Брайтон) — английский кинооператор. Лауреат премий «Оскар» и BAFTA за лучшую операторскую работу в фильме «Из Африки».

## Биография
Родился 23 марта 1925 года в семье адвоката Джона Уилфрида Уоткина. В детстве он хотел стать музыкантом, но отец отказал ему в уроках на фортепиано; впоследствии Дэвид утверждал, что предпочёл бы быть профессиональным музыкантом, а не кинооператором. После службы в британской армии начал работать в компании Southern Railway Film Unit сначала посыльным, а потом ассистентом оператора.
Его первыми работами в качестве основного кинооператора стали документальные короткометражки Men on the Mend (1956) и The Long Night Haul (1956). В художественном кино дебютировал на съёмках фильма «Сноровка... и как её приобрести» (1965) кинорежиссёра Ричарда Лестера. После работы над этой картиной они продолжили работать вместе, сняв ещё семь фильмов. Также Уоткин известен по работе с кинорежиссёрами Тони Ричардсоном, Франко Дзеффирелли, Майком Николсом, Кеном Расселлом, Сидни Поллаком и Сидни Люметом.
Дэвид Уоткин был одним из первых, кто начал использовать отраженный свет в качестве мягкого источника освещения, некоторые критики сравнивали его художественную манеру с живописью Вермеера. Написал двухтомную автобиографию: Why Is There Only One Word for Thesaurus? (1998) и Was Clara Schumann a Fag Hag? (2008).
Умер 19 февраля 2008 года у себя дома в Брайтоне.

## Избранная фильмография
- 1965 — Сноровка... и как её приобрести (реж. Ричард Лестер)
- 1965 — На помощь! (реж. Ричард Лестер)
- 1966 — Мадемуазель (реж. Тони Ричардсон)
- 1967 — Марат/Сад (реж. Питер Брук)
- 1967 — Как я выиграл войну (реж. Ричард Лестер)
- 1968 — Атака лёгкой кавалерии (реж. Тони Ричардсон)
- 1969 — Жилая комната (реж. Ричард Лестер)
- 1970 — Уловка-22 (реж. Майк Николс)
- 1971 — Дьяволы (реж. Кен Расселл)
- 1971 — Приятель (реж. Кен Расселл)
- 1973 — Неустойчивое равновесие (реж. Тони Ричардсон)
- 1973 — Три мушкетёра (реж. Ричард Лестер)
- 1974 — Четыре мушкетёра: Месть миледи (реж. Ричард Лестер)
- 1976 — Робин и Мэриан (реж. Ричард Лестер)
- 1976 — Дочь Сатаны (реж. Питер Сайкес)
- 1977 — Джозеф Эндрюс (реж. Тони Ричардсон)
- 1977 — Иисус из Назарета (реж. Франко Дзеффирелли)
- 1979 — Ганновер-стрит (реж. Питер Хайамс)
- 1979 — Куба (реж. Ричард Лестер)
- 1981 — Огненные колесницы (реж. Хью Хадсон)
- 1981 — Бесконечная любовь (реж. Франко Дзеффирелли)
- 1983 — Йентл (реж. Барбра Стрейзанд)
- 1984 — Отель «Нью-Хэмпшир» (реж. Тони Ричардсон)
- 1985 — Возвращение в страну Оз (реж. Уолтер Мёрч)
- 1985 — Белые ночи (реж. Тэйлор Хэкфорд)
- 1985 — Из Африки (реж. Сидни Поллак)
- 1987 — Власть луны (реж. Норман Джуисон)
- 1988 — Маскарад (реж. Боб Суэйм)
- 1988 — Последний ритуал (реж. Дональд П. Беллисарио)
- 1989 — Убийство в лунном свете (реж. Майкл Линдсей-Хогг)
- 1990 — Мемфисская красотка (реж. Майкл Кейтон-Джонс)
- 1990 — Гамлет (реж. Франко Дзефирелли)
- 1992 — Второе дыхание (реж. Бибан Кидрон)
- 1993 — Жизнь этого парня (реж. Майкл Кейтон-Джонс)
- 1993 — Бофа! (реж. Морган Фримен)
- 1994 — Карманные деньги (реж. Ричард Бенджамин)
- 1996 — Джейн Эйр (реж. Франко Дзеффирелли)
- 1996 — Богус (реж. Норман Джуисон)
- 1997 — Ночь над Манхэттеном (реж. Сидни Люмет)
- 1999 — Глория (реж. Сидни Люмет)
- 1999 — Чай с Муссолини (реж. Франко Дзеффирелли)
- 2001 — Первая любовь (реж. Реверж Ансельмо)

## Награды и номинации
- Лауреат премии «Оскар» в 1986 году за лучшую операторскую работу в фильме «Из Африки»[15]
- Премия BAFTA за лучшую операторскую работу
  - Номинировался в 1966 году за фильмы «На помощь!» и «Сноровка... и как её приобрести»[16]
  - Номинировался в 1968 году за фильм «Мадемуазель»[17]
  - Номинировался в 1969 году за фильм «Атака лёгкой кавалерии»[18]
  - Номинировался в 1971 году за фильм «Уловка-22»[19]
  - Номинировался в 1975 году за фильм «Три мушкетёра»[20]
  - Номинировался в 1982 году за фильм «Огненные колесницы»[21]
  - Лауреат 1987 года за фильм «Из Африки»[22]
- Номинировался на премию BAFTA TV Award в 1978 году совместно с Армандо Наннуцци за операторскую работу в фильме «Иисус из Назарета»[23]
- Лауреат Международного фестиваля искусства кинооператоров Camerimage в 2004 году за жизненные достижения[24]